# باري آدمسون
باري آدمسون (بالإنجليزية: Barry Adamson)‏ هو عازف قيثارة وموسيقي ومغني وملحن بريطاني، ولد في 1 يونيو 1958 في مانشستر في المملكة المتحدة.

## وصلات خارجية
- الموقع الرسمي
- باري آدمسون على موقع IMDb (الإنجليزية)
- باري آدمسون على موقع ميوزك برينز (الإنجليزية)
- باري آدمسون على موقع أول ميوزيك (الإنجليزية)
- باري آدمسون على موقع ديسكوغز (الإنجليزية)
- باري آدمسون على موقع قاعدة بيانات الفيلم (الإنجليزية)